# Мытарь (фильм)
«Мытарь» — российский мистический триллер режиссёра Олега Фомина по сценарию Ивана Охлобыстина. Премьера по телевидению состоялась 18 октября 1998 года на телеканале «НТВ-Плюс Наше кино».

## Сюжет
Главный герой однажды обрёл необычный дар предвидения, угадывания грядущих событий. Он сборщик налогов — мытарь — и в вычислении «должников» ему нет равных. Однако за свой дар он заплатил дорогую цену, утратив способность любить.
Однажды ему поручают «присмотреть» за дочерью бизнесмена: тому предстоит серьёзная операция и он боится, что в случае его смерти его брат попытается убить девушку, чтобы стать единственным наследником. Мытарь увозит её подальше от города, заметая следы, и в сущности открывает ей мир, которого она не знала. Она влюбляется в героя, но ответного чувства не встречает. Тогда в отчаянии она сбегает в город — прямо в руки своих убийц. Спасая героиню, Мытарь наконец возвращает себе способность любить, но теряет свой дар предвидения.

## В ролях
| Актёр                  | Роль                    |
| ---------------------- | ----------------------- |
| Олег Фомин             | мытарь                  |
| Анна Молчанова         | Анастасия               |
| Михаил Глузский        | Баюн                    |
| Александр Пороховщиков | Потоцкий                |
| Алексей Жарков         | Новицкий                |
| Юозас Будрайтис        | Олег Александрович      |
| Александр Тимошкин     | Валентин                |
| Алексей Шедько         | Алик                    |
| Игорь Забара           | Макс                    |
| Виталий Быков          | секретарь               |
| Иван Павлов            | Пятницкий               |
| Игорь Юраш             | драчун в пивной         |
| Евгений Мундум         | водитель (нет в титрах) |
| Любовь Румянцева       | эпизод                  |

## Производство
Вначале роль мытаря должен был играть Иван Охлобыстин, который и писал сценарий под себя. Но в последний момент режиссёр Олег Фомин сыграл эту роль сам.

## Награды
- Диплом «В человеке всё должно быть прекрасно. За романтизм и мужественность на экране и в жизни»
- 1997 — диплом Комитета по работе с молодёжью «За поиск нравственных абсолютов» КФ «Листопад-1997» (г. Минск)
- 1998 — Премия «Золотой Овен» в категории «лучшая работа оператора» (И. Клебанов)
- 1998 — Номинация на приз Киноакадемии «Ника» в категории «лучшая мужская роль» (М. Глузский)